# フェッラッツァーノ
フェッラッツァーノ（イタリア語: Ferrazzano）は、イタリア共和国モリーゼ州カンポバッソ県にある、人口約3,300人の基礎自治体（コムーネ）。

## 地理

### 位置・広がり

#### 隣接コムーネ
隣接するコムーネは以下の通り。
- カンポバッソ
- カンポディピエトラ
- ジルドーネ
- ミラベッロ・サンニーティコ

## 行政

### 分離集落
フェッラッツァーノには、以下の分離集落（フラツィオーネ）がある。
- Contrada Piane, Mimosa, Nuova comunità, Poggio Verde